# Coelorhachis felipei
Coelorhachis felipei là một loài tò vò trong họ Ichneumonidae.